# ウジェーヌ・フェルボークホーフェン
ウジェーヌ・フェルボークホーフェン（Eugène Joseph Verboeckhoven、1798年6月9日 - 1881年1月19日）は、ベルギーの画家、版画家である。動物のいる風景を描いた。

## 略歴
現在のベルギー、ウェスト＝フランデレン州の Warneton/Waastenで生まれた。父親のバルテルミー・フェルボークホーフェン(Barthélemy Verboeckhoven: 1759-1840) は彫刻家で、弟のシャルル＝ルイ・フェルボークホーフェン(Charles-Louis Verboeckhoven: 1802-1889)は海洋画家になった。
父親から美術を学んだ後、1816年から1818年までヘントの美術学校で学び、1818年からはアントウェルペンの動物画家、バルタザール・ポール・オメガンク(Balthasar Paul Ommeganck: 1755–1826)に学んだ。 1820年からヘントやブリュッセルの展覧会に出展した。1820年代の半ばから、フランスやドイツを頻繁に訪れた。1827年からはブリュッセルに住み、スタジオを開いた。
1830年におきたベルギー独立革命の熱心な活動家になった。ブリュッセルの臨時政府によってブリュッセル美術館の館長に任命され、館長を退いた後も美術館の理事を務めた。
国内、国外の展覧会に出展し、緻密な動物の描写により、画家として成功した。フランスのレジオンドヌール勲章やプロイセンの鉄十字勲章、ベルギーのレオポルド勲章などを受勲し、作品は各国の美術館に収蔵されている。1861年から6年間、スカールベークの議会の議員も務めた。1881年にスカールベークで亡くなった。

## 作品

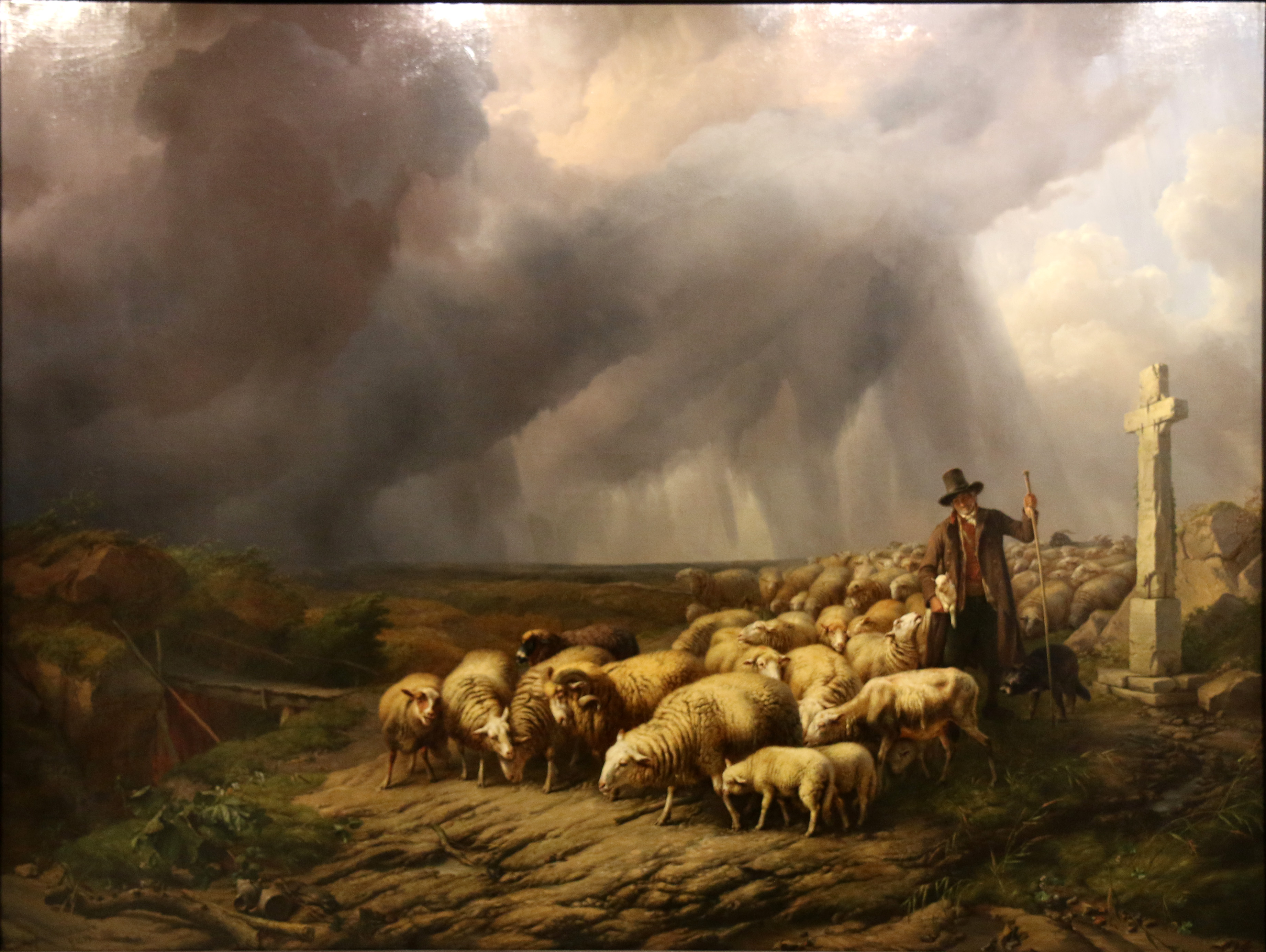
嵐に驚く羊の群れ (1839) ベルギー王立美術館
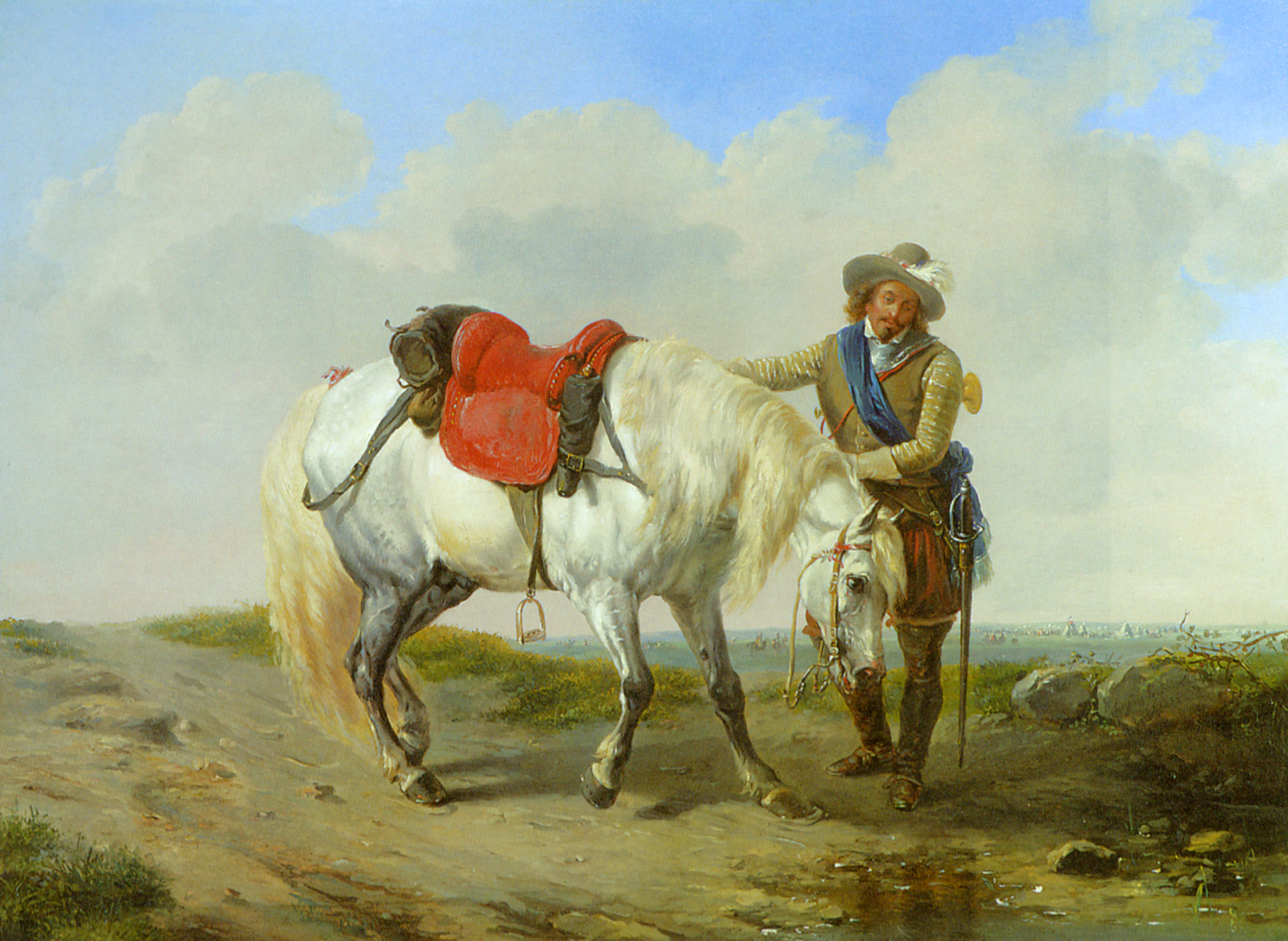
馬に水を飲ませる騎兵 (1852)
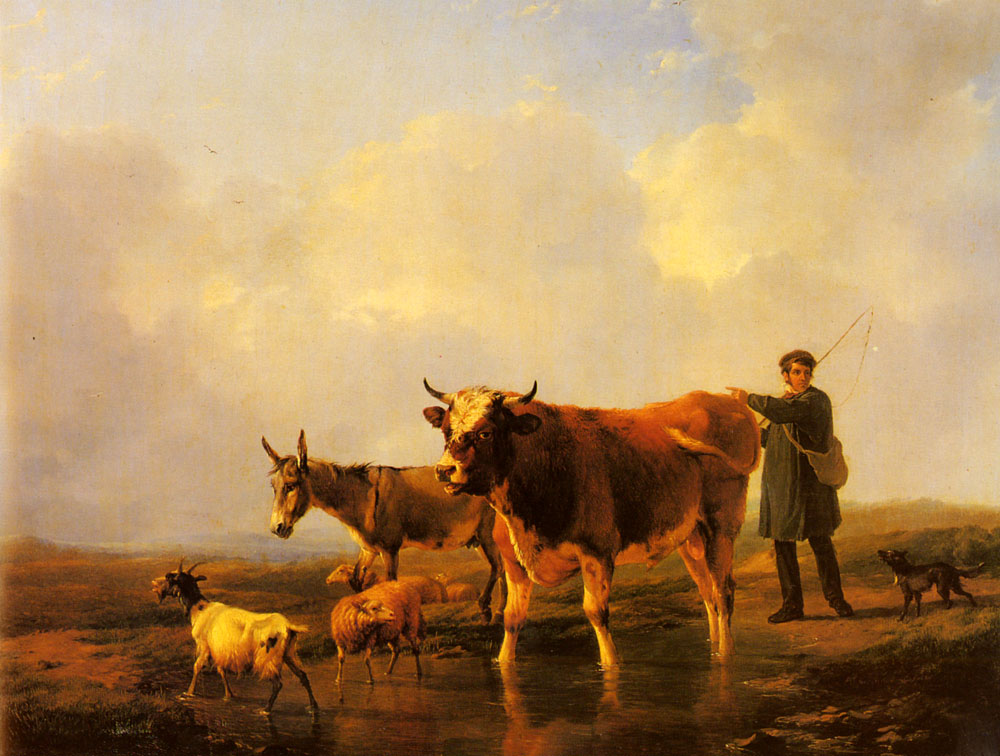
沼地を渡る家畜

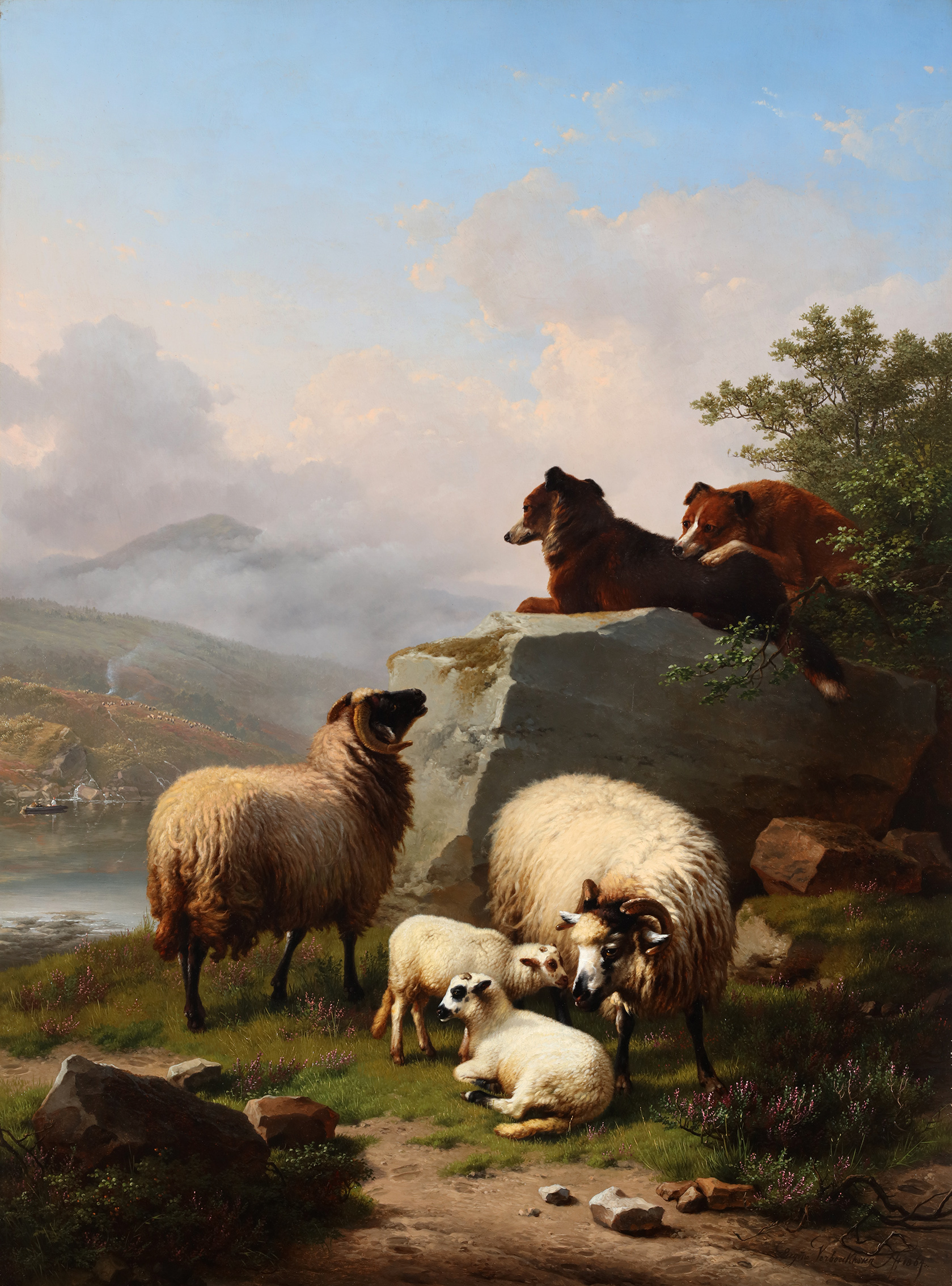
家畜と番犬
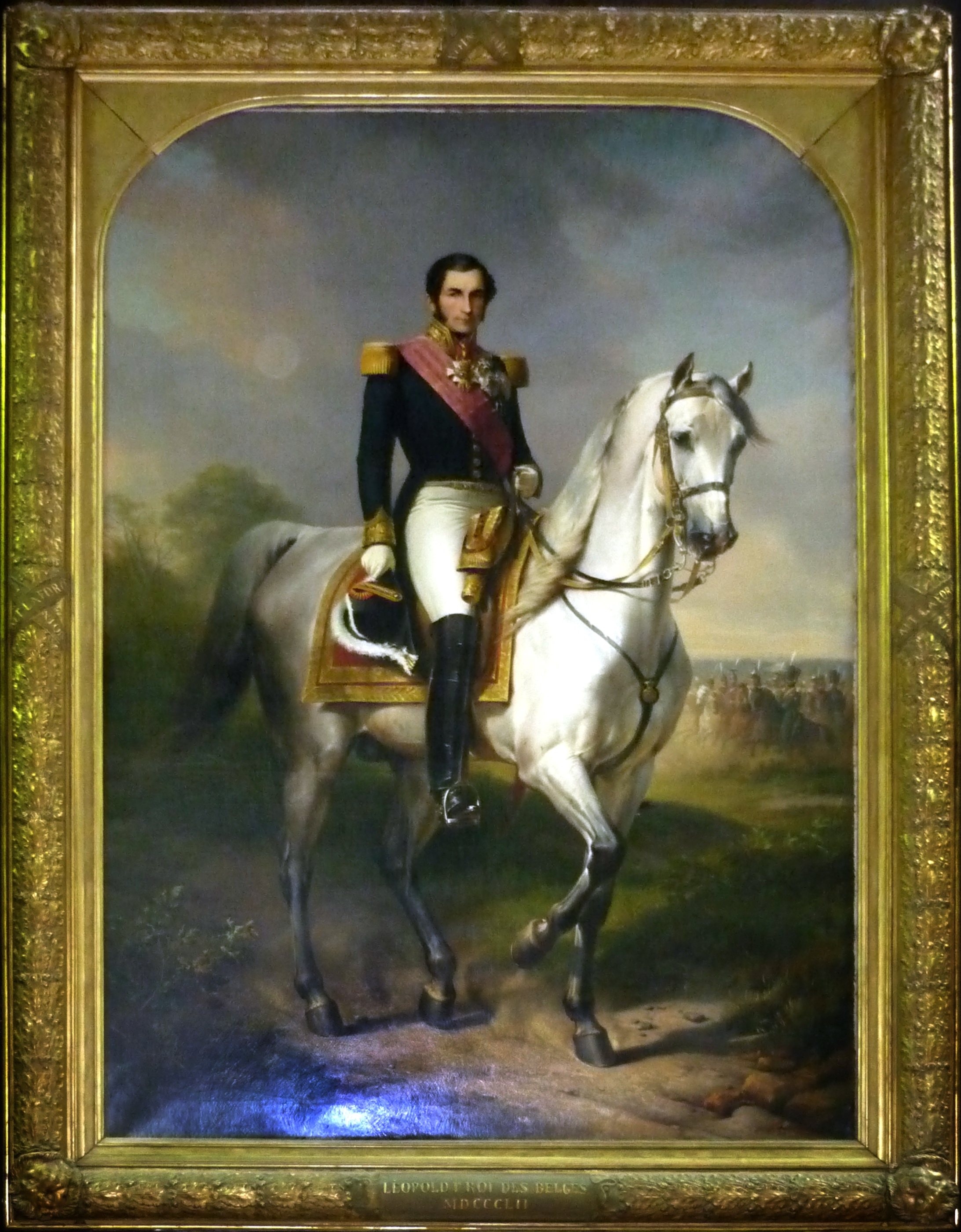
騎乗したレオポルト1世 Musée royal de l'Armée
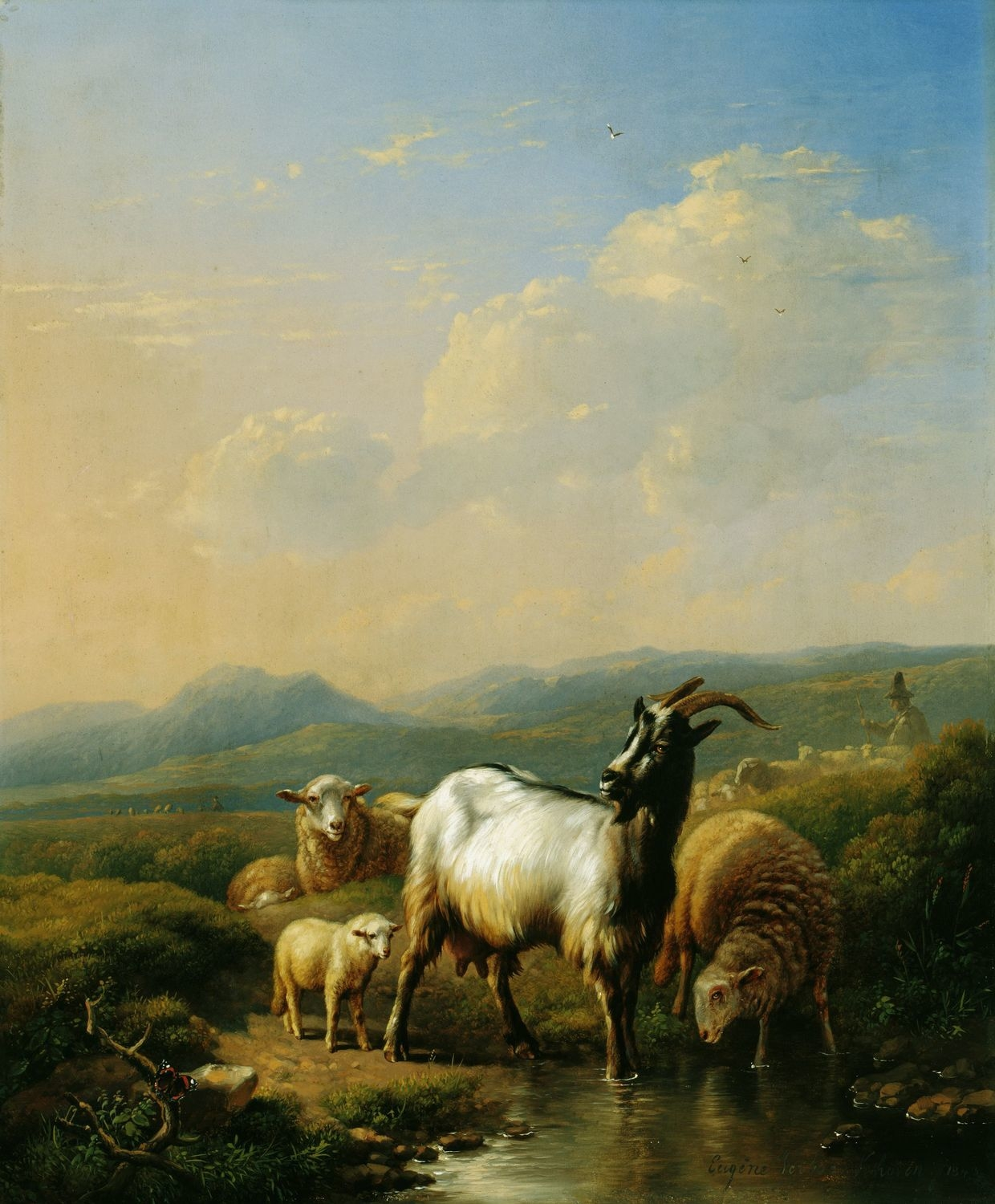
山羊と羊(1843) ロイヤル・コレクション
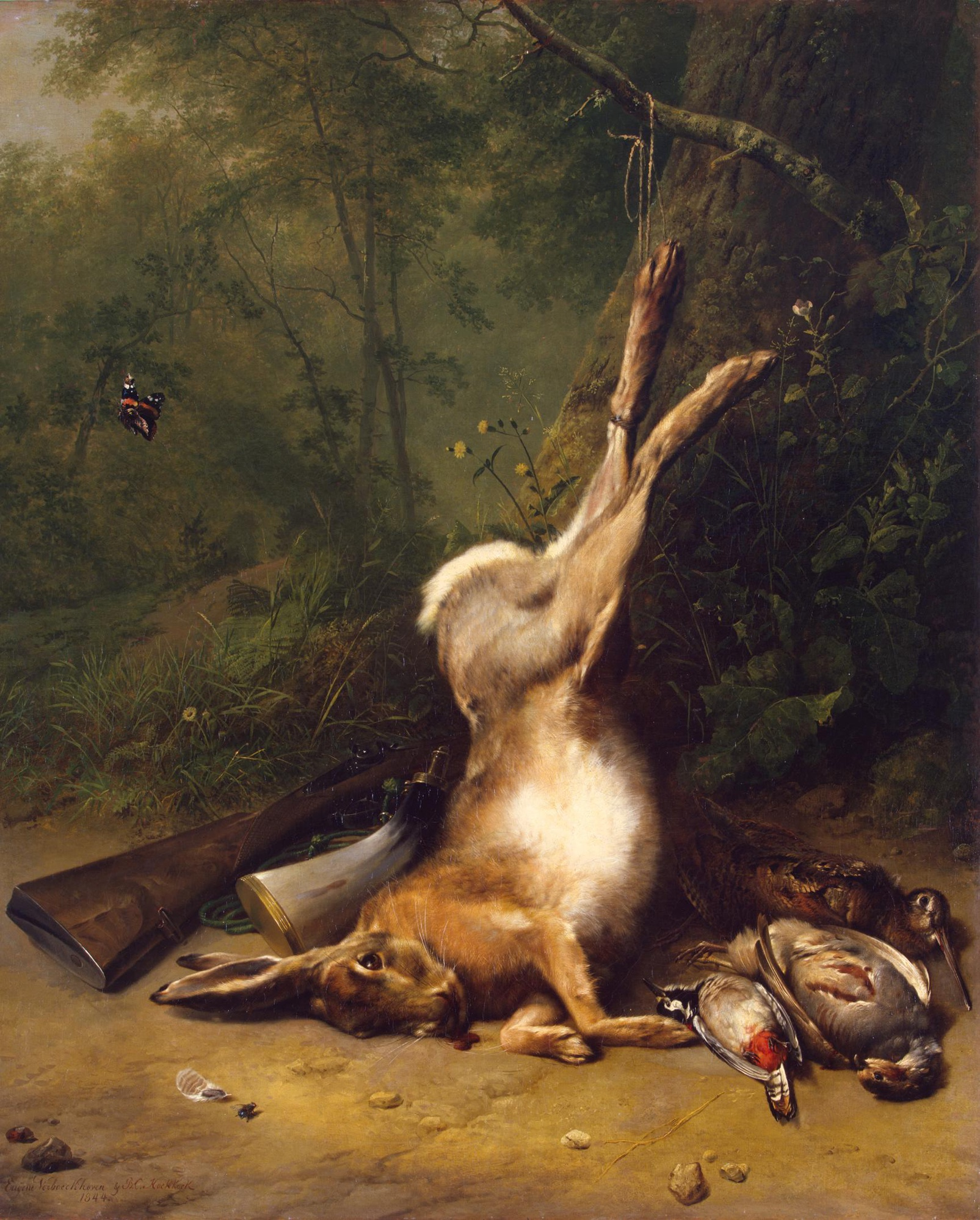
ウサギなどの猟の獲物